# Woznessenskia
Woznessenskia is een geslacht van rechtvleugeligen uit de familie Gryllacrididae. De wetenschappelijke naam van dit geslacht is voor het eerst geldig gepubliceerd in 2002 door Gorochov.

## Soorten
Het geslacht Woznessenskia omvat de volgende soorten:
- Woznessenskia arcoida Guo & Shi, 2011
- Woznessenskia arcuata Gorochov, 2002
- Woznessenskia bimacula Guo & Shi, 2011
- Woznessenskia brevisa Guo & Shi, 2011
- Woznessenskia curvicauda Bey-Bienko, 1962
- Woznessenskia deminuta Gorochov, 2002
- Woznessenskia finitima Gorochov, 2002